# Long Beach (Minnesota)
Long Beach é uma cidade localizada no estado americano de Minnesota, no Condado de Pope.

## Demografia
Segundo o censo americano de 2000, a sua população era de 271 habitantes.
Em 2006, foi estimada uma população de 299, um aumento de 28 (10.3%).

## Geografia
De acordo com o United States Census Bureau tem uma área de 4,2 km², dos quais 3,9 km² cobertos por terra e 0,3 km² cobertos por água.

## Localidades na vizinhança
O diagrama seguinte representa as localidades num raio de 16 km ao redor de Long Beach.